# Kroksjön (Norra Hestra socken, Småland)
Kroksjön är en sjö strax norr om Hestra i Gislaveds kommun i Småland som ingår i Nissans huvudavrinningsområde. Sjön är 7,2 meter djup, har en yta på 0,294 kvadratkilometer och befinner sig 174 meter över havet. Sjön avvattnas av vattendraget Hylteån. Vid provfiske har bland annat abborre, braxen, gädda och karpfisk (obestämd) fångats i sjön.

## Delavrinningsområde
Kroksjön ingår i delavrinningsområde (636768-136783) som SMHI kallar för Ovan Flankabäcken. Medelhöjden är 214 meter över havet och ytan är 52,99 kvadratkilometer. Det finns inga delavrinningsområden uppströms utan avrinningsområdet är högsta punkten. Hylteån som avvattnar avrinningsområdet har biflödesordning 2, vilket innebär att vattnet flödar genom totalt 2 vattendrag innan det når havet efter 136 kilometer. Delavrinningsområdet består mestadels av skog (67 procent) och sankmarker (12 procent). Avrinningsområdet har 0,8 kvadratkilometer vattenytor vilket ger det en sjöprocent på 1,5 procent. Bebyggelsen i området täcker en yta av 2,65 kvadratkilometer eller 5 procent av avrinningsområdet.

## Fisk
Vid provfiske har följande fisk fångats i sjön:
- Abborre
- Braxen
- Gädda
- Karpfisk obestämd
- Löja
- Mört